# Nußdorf-Debant
Nußdorf-Debant (fino al 1969 Nußdorf in Osttirol) è un comune austriaco di 3 237 abitanti nel distretto di Lienz, in Tirolo; ha lo status di comune mercato (Marktgemeinde). È stato istituito nel 1939 con la fusione dei comuni soppressi di Obernußdorf e Unternußdorf.